# Autaugaville
Autaugaville es un pueblo del Condado de Autauga, Alabama, Estados Unidos. En el censo de 2000 la población era de 820. Según la estimaciones de 2005 de la Oficina del Censo, la ciudad tenía una población de 865. .  La ciudad es parte del área metropolitana de Montgomery.

## Geografía
Autaugaville está situado en 32°25′57″N 86°39′12″O / 32.43250, -86.65333 (32.432410, -86.653370).
Según la Oficina del Censo de los EE. UU., la ciudad tiene un área total de 7,9 millas cuadradas (20,5 km²), de los cuales, 7,7 millas cuadradas (20,0 km²) son de tierra y 0,2 millas cuadradas (0,4 km²) de él (2,15%) es de agua.

### Pueblos cercanos
1. White Hall (Alabama)
2. Lowndesboro (Alabama)
3. Prattville (Alabama)
4. Benton (Alabama)
5. Billingsley (Alabama)
6. Hayneville (Alabama)
7. Mosses (Alabama)
8. Gordonville (Alabama)